# Wassily Leontief
Vasilij Leontijev (ruski: Василий Васильевич Леонтьев; Sankt Peterburg, 5. kolovoza 1906. – New York, 5. veljače 1999.), američki ekonomist ruskog porijekla.
Školovanje je započeo na Sveučilištu u Lenjingradu (danas Sankt Peterburg) 1921. godine, gdje mu je otac bio profesor ekonomije. Nakon studija filozofije, sociologije i ekonomije prima diplomu ekonomista 1925. godine. 
Poslije završenih studija radi u GOSPLAN-u (državnom planskom organu u tadašnjem SSSR-u). Školovanje nastavlja doktoratom na Sveučilištu u Berlinu (1928.). Kao djelatnik Instituta svjetske ekonomije na Sveučilištu u Kijevu od 1927. do 1930. godine radi na istraživanju statističkih derivacija krivulja ponude i potražnje. Odlazi u Kinu gdje godinu dana radi kao savjetnik kineske vlade. Prelazi u Nacionalni biro za znanstvena istraživanja u New Yorku (1931) i Odjel ekonomije na Sveučilištu Harvard (1932.). Postaje profesor ekonomije 1946; organizira projekt ekonomskih istraživanja na Harvardu (1948.) i djeluje kao direktor istog do 1973. Bio je predsjednik Udruženja članova na Harvardu do 1965.

## Objavljeni radovi
Prve rezultate rada na input-output analizi objavio je u članku The Structure of the American Economy, 1919. – 1929. (Struktura američkog gospodarstva 1919. – 1929., 1941). U drugom izdanju djela (1951.), analiza je proširena i na 1939. godinu. Bio je član Americkog ekonomskog udruženja; Ekonometričkog udruženja; Američkog filozofskog društva; Američke akademije znanosti i umjetnosti; Međunarodnog statističkog instituta, Centra za ekonomska istraživanja u Japanu; Kraljevskog statističkog društva u Londonu; član Britanske akademije; Francuskog instituta. Počasne doktorate primio je na mnogim sveučilištima (Bruxelles, York, Leuven, Pariz). Od nagrada primio je red Cherubima na Sveučilištu u Pisi (1953.), orden Legije časti (1968.) i nagradu Bernhard – Harms za ekonomiju (1970.). Ostala važnija djela su: Studies in the Structure of American Economy (Studije o strukturi američkog gospodarstva, 1953), lnput-output Economics (Input – output ekonomika, 1966.) i The Future of the World Economy (Budućnost svjetskog gospodarstva, 1977.).
Dobitnik je Nobelove nagrade za istaknute doprinose u input – output analizi.